# Anua costiplaga
Anua costiplaga är en fjärilsart som beskrevs av Gustaaf Hulstaert 1924. Anua costiplaga ingår i släktet Anua och familjen nattflyn. Inga underarter finns listade i Catalogue of Life.